# Helwingiaceae
Helwingiaceae is een botanische naam, voor een familie van tweezaadlobbige planten. Een familie onder deze naam is de laatste decennia met enige regelmaat erkend door systemen van plantentaxonomie. Ook het APG II-systeem (2003) erkent deze familie en plaatst haar in de orde Aquifoliales, onveranderd ten opzichte van het APG-systeem (1998).
Het gaat om een kleine familie van enkele soorten in één genus, Helwingia, dat voorkomt in de Himalaya en oostwaarts tot in Japan. Traditioneel wordt dit genus in de kornoeljefamilie (Cornaceae) geplaatst.